# Eduardo Anzarda
Eduardo Aníbal Anzarda Álvarez (Buenos Aires, Argentina, 25 de enero de 1950) es un exfutbolista argentino. Jugaba de delantero y obtuvo sus mayores éxitos en España con el Real Betis Balompié. Su primer equipo fue River Plate. Como técnico estuvo en varios clubes del ascenso de Argentina (Ascenso a primera división con Huracán de Tres Arroyos), en España y Arabia Saudita (Donde dirigió su selección). En 2017 fue director técnico de Sportivo Olimpo de la Liga regional tresarroyense de fútbol.

## Carrera
Comenzó su carrera en 1968 en River Plate. También tuvo un breve paso por Unión en 1969 donde ganó el Petit Torneo y otorgándole al club la posibilidad de jugar el Nacional de ese mismo año, después de su breve paso por Unión volvió a River Plate. Donde jugó para el equipo hasta 1971. Ese año se marchó a Europa para formar parte de las filas de Real Madrid, jugando en el equipo madridista hasta 1973. Ese año se transforma en el nuevo refuerzo de Real Betis, jugando para el equipo hasta 1980. En España tuvo un hijo español, llamado Eduardo Anzarda Herrero. En 1983, después de muchos años de jugar en España, Eduardo regresó a la Argentina para formar parte de las filas de All Boys. En 1984 se pasó a Platense, en donde se retiró definitivamente del fútbol argentino.

## Clubes

### Jugador
| Club              | País      | Año       |
| ----------------- | --------- | --------- |
| River Plate       | Argentina | 1968      |
| Unión de Santa Fe | Argentina | 1969      |
| River Plate       | Argentina | 1970-1971 |
| Real Madrid       | España    | 1971-1973 |
| Real Betis        | España    | 1973-1980 |
| Platense          | Argentina | 1980-1983 |
| All Boys          | Argentina | 1984      |

Incorrectamente dan sus datos erróneos en: https://www.ceroacero.es/jugador/eduardo-anzarda/59244?search=1 el día 21/02/1944 en San Javier Provincia de Santa Fe; cuando en realidad nació un 25/01/1950 en la Ciudad Autónoma de Buenos Aires faltarian sus datos futbolísticos de los años 1981 y 1982.

### Entrenador
| Club                        | País           | Año       |
| --------------------------- | -------------- | --------- |
| Platense                    | Argentina      | 1985-1986 |
| Chacarita Juniors           | Argentina      | 1986-1987 |
| Atlanta                     | Argentina      | 1987-1988 |
| Platense                    | Argentina      | 1988-1990 |
| Atlético Tucumán            | Argentina      | 1992-1993 |
| All Boys                    | Argentina      | 1993-1994 |
| Los Andes                   | Argentina      | 1994-1995 |
| Gimnasia y Tiro             | Argentina      | 1995-1996 |
| Los Andes                   | Argentina      | 1996-1997 |
| Atlético Tucumán            | Argentina      | 1997-1998 |
| Atlanta                     | Argentina      | 1998-1999 |
| San Martín de San Juan      | Argentina      | 1999-2000 |
| Huracán (TA)                | Argentina      | 2001-2004 |
| Selección de Arabia Saudita | Arabia Saudita | 2004-2005 |
| Huracán (TA)                | Argentina      | 2006      |
| Instituto de Córdoba        | Argentina      | 2006-2007 |
| Al Ittihad                  | Arabia Saudita | 2008-2010 |
| Al Hilal                    | Arabia Saudita | 2010-2011 |
| Real Betis Balompié         | España         | 2014      |
| Olimpo (Tres Arroyos)       | Argentina      | 2017      |

## Palmarés

### Títulos nacionales
| Título                     | Club        | País      | Año     |
| -------------------------- | ----------- | --------- | ------- |
| Petit Torneo               | Unión       | Argentina | 1969    |
| Primera División de España | Real Madrid | España    | 1971-72 |
| Segunda División de España | Real Betis  | España    | 1973-74 |
| Copa del Rey               | Real Betis  | España    | 1976-77 |

#### Copas nacionales Amistosas
| Título                      | Club        | País      | Año  |
| --------------------------- | ----------- | --------- | ---- |
| Copa San Martín de Tours    | River       | Argentina | 1971 |
| Trofeo Ciudad del Puerto    | Real Madrid | España    | 1972 |
| Trofeo Costa Blanca         | Real Madrid | España    | 1972 |
| Trofeo Conde de Fenosa      | Real Madrid | España    | 1973 |
| Trofeo San Antón            | Real Madrid | España    | 1973 |
| Trofeo Torre del Oro        | Real Betis  | España    | 1972 |
| Trofeo Costa del Rif-Tetuán | Real Betis  | España    | 1972 |
| Trofeo Ciudad de La Línea   | Real Betis  | España    | 1973 |
| Trofeo Ciudad de Sevilla    | Real Betis  | España    | 1974 |
| Trofeo Ciudad de Sevilla    | Real Betis  | España    | 1975 |
| Trofeo Ciudad de Gandía     | Real Betis  | España    | 1975 |
| Trofeo Ciudad de Sevilla    | Real Betis  | España    | 1977 |
| Trofeo Ciudad de Mallorca   | Real Betis  | España    | 1977 |
| Trofeo Ciudad de Sevilla    | Real Betis  | España    | 1980 |